# شيغيلة زحارية من النمط الخامس
شيغيلة زحارية من النمط الخامس (بالإنجليزية: Shigella dysenteriae type 5)‏ هي نمط بكتيري من أنماط الشيغيلة الزحارية ضمن شعبة المتقلبات.